# Молодий батько
Молодий батько (ісп. El Padrino) — американський фільм 2004 року

## Сюжет
Менні — один з найвдаліших наркодилерів в східному районі Лос-Анджелеса. Його син Кіло пишається способом життя і екстравагантністю батька, і марить піти по його стопах. Він прагне будь-якими способами домогтися успіху в світі наркоторгівлі, і його нове життя як дилера почалося.

## У ролях
- Деміан Чапа — Кіло
- Сел Лопес — Локо
- Еміліо Рівера — Руді
- Дженніфер Тіллі — Себера
- Фей Данауей — Atty. генерала Наварро
- Ісмаель «Іст» Карло — Менні
- Джоанна Пакула — Джессіка Ланкастер
- Роберт Вагнер — Пол Фіш
- Гері Б'юзі — Ларс
- Стейсі Кіч — губернатор Ланкастер
- Бред Дуріф — Сайрус
- Ральф Меллер — спеціальний агент Курт Мейерс
- Мелора Хардін — Джейн
- Рейчел Хантер — диктор
- Кетлін Куінлен — суддя Скорсі
- Рікко Чапа — Мігель-молодший
- Генрі Піттман — Сі-Нот
- Ніколас Локеш — молодий Кіло
- Ілеанна Сіманкас — Крістіна
- Джей Таваре — спеціальний агент Санчес
- Томмі «Тіні» Лістер мол. — Ті-Бон
- Франко Карлотта — людина
- Нума Перьер — Таня
- Адріана Міллан — Флака
- Онауа Родрігес — Пістола
- Пенні Хеммонд — Моллі Ланкастер
- Луїс Робледо — Мул 2
- Гілберт Азафрані — агент безпеки
- Джо Руді Герреро мол. — ув'язнений
- Тамара Генрі — гість